# La Revue h
 (février 2016).
Si vous disposez d'ouvrages ou d'articles de référence ou si vous connaissez des sites web de qualité traitant du thème abordé ici, merci de compléter l'article en donnant les références utiles à sa vérifiabilité et en les liant à la section « Notes et références ».
La Revue h est une revue homosexuelle française de la fin des années 1990.
Créée en 1996, elle se présente comme « un lieu de réflexion et de débat, ouvert à toutes les contributions qui permettent de mieux comprendre l'homosexualité, la place qu'elle a tenu et qu'elle tient, voir celle qu'elle pourrait à l'avenir tenir dans la société ».
Le premier numéro paraît en été 1996, et la revue est trimestrielle. Elle revient sur l'histoire du militantisme homosexuel avec des articles sur le groupe Arcadie et sur le FHAR. Le deuxième numéro publie un entretien inédit de Michel Foucault donné à Jean Le Bitoux, « Le gay savoir ».
La Revue h propose aussi des entretiens avec des écrivains comme Edmund White ou Michel Tremblay, et des articles signés par Hélène Hazera et Marie-Hélène Bourcier.
Le quatrième numéro, sorti au printemps 1997, contient des articles sur l'homosexualité en Chine. Bien que répondant à un vide éditorial, à cause d'un lectorat très restreint, la revue s'éteint avec cette livraison.